# Ernestina Herrera de Noble
Ernestina Laura Herrera de Noble (7 tháng 6 năm 1925 – 14 tháng 6 năm 2017) là một nhà xuất bản và nhà điều hành nổi tiếng của Argentina. Bà là cổ đông lớn nhất của tập đoàn truyền thông Grupo Clarín và giám đốc tờ báo hàng đầu có tên Clarín. Bà là người phụ nữ đầu tiên trở thành giám đốc của một tờ báo chính thống ở Nam Mỹ.

## Tiểu sử
Ernestina Laura Herrera sinh tại Buenos Aires vào năm 1925. Bà trở thành một vũ công Flamenco và gặp nhà xuất bản sáng lập Clarín, Roberto Noble, vào khoảng năm 1950. Hai người duy trì mối quan hệ không thường xuyên cho đến khi Noble và vợ ông là Guadalupe Zapata ly dị vào đầu những năm 1960. Bà và nhà xuất bản đã kết hôn vào năm 1967. Roberto Noble qua đời vì ung thư vào ngày 12 tháng 1 năm 1969.
Là góa phụ của ông, bà thừa hưởng phần vốn kiếm soát ở Clarín, tờ báo được lưu hành rộng rãi nhất của Argentina từ năm 1965. Mặc dù có tổng số phát hành lớn nhưng Clarín vẫn gặp khó khăn về tài chính khi bà Noble thừa hưởng vị trí của giám đốc. Bà đã cầu cạnh một trong những đồng minh, nhà kinh tế và bán buôn nổi bật nhất của Roberto Noble là Rogelio Julio Frigerio, người đã cho Clarín vay 10 triệu đô la Mỹ vào năm 1971.